# Supergirl (Reamonn)
Supergirl is de eerste single van de Duitse band Reamonn. De single is afkomstig van hun eerste album Tuesday en is door Virgin Schallplatten, de Duitse tak van Virgin Records, uitgebracht op 27 maart 2000. In juni 2001 werd het nummer in Nederland, Oostenrijk, Zwitserland, Tsjechië en Polen op single uitgebracht. 

## Achtergrond
Het nummer is door de band gezamenlijk geschreven en geproduceerd door Steve Lyon. In thuisland Duitsland behaalde de single de gouden status, door de verkoop van 250.000 exemplaren. De single werd uitsluitend een hit in het Duitse en Nederlandse taalgebied, Tsjechië en Polen.
In Nederland was de single in week 24 van 2001 Alarmschijf op Radio 538 en werd een hit. De single bereikte de 3e positie in de Nederlandse Top 40 op Radio 538 en de 4e positie in de publieke hitlijst, de Mega Top 100 op Radio 3FM.
In België bereikte de single géén noteringen in beide Vlaamse hitlijsten en de Waalse hitlijst.

## Hitlijsten
| Land        | Hitlijst            | Hoogste notering |
| ----------- | ------------------- | ---------------- |
| Duitsland   | Musikmarkt Top 100  | 4                |
| Nederland   | Nederlandse Top 40  | 3                |
| Nederland   | Mega Top 100        | 4                |
| Oostenrijk  | Ö3 Austria Top 40   | 4                |
| Zwitserland | Schweizer Hitparade | 10               |

### Nederlandse Top 40
| Hitnotering: week 23 in 2001 t/m 37 in 2001 | Hitnotering: week 23 in 2001 t/m 37 in 2001 | Hitnotering: week 23 in 2001 t/m 37 in 2001 | Hitnotering: week 23 in 2001 t/m 37 in 2001 | Hitnotering: week 23 in 2001 t/m 37 in 2001 | Hitnotering: week 23 in 2001 t/m 37 in 2001 | Hitnotering: week 23 in 2001 t/m 37 in 2001 | Hitnotering: week 23 in 2001 t/m 37 in 2001 | Hitnotering: week 23 in 2001 t/m 37 in 2001 | Hitnotering: week 23 in 2001 t/m 37 in 2001 | Hitnotering: week 23 in 2001 t/m 37 in 2001 | Hitnotering: week 23 in 2001 t/m 37 in 2001 | Hitnotering: week 23 in 2001 t/m 37 in 2001 | Hitnotering: week 23 in 2001 t/m 37 in 2001 | Hitnotering: week 23 in 2001 t/m 37 in 2001 | Hitnotering: week 23 in 2001 t/m 37 in 2001 | Hitnotering: week 23 in 2001 t/m 37 in 2001 | Hitnotering: week 23 in 2001 t/m 37 in 2001 |
| Week:                                       | 1                                           | 2                                           | 3                                           | 4                                           | 5                                           | 6                                           | 7                                           | 8                                           | 9                                           | 10                                          | 11                                          | 12                                          | 13                                          | 14                                          | 15                                          |                                             |                                             |
| ------------------------------------------- | ------------------------------------------- | ------------------------------------------- | ------------------------------------------- | ------------------------------------------- | ------------------------------------------- | ------------------------------------------- | ------------------------------------------- | ------------------------------------------- | ------------------------------------------- | ------------------------------------------- | ------------------------------------------- | ------------------------------------------- | ------------------------------------------- | ------------------------------------------- | ------------------------------------------- | ------------------------------------------- | ------------------------------------------- |
| Positie:                                    | 17                                          | 3                                           | 3                                           | 4                                           | 3                                           | 3                                           | 4                                           | 5                                           | 8                                           | 9                                           | 12                                          | 20                                          | 23                                          | 30                                          | 37                                          | uit                                         |                                             |

### Mega Top 100
Hitnotering: binnenkomst 26-08-2000. Laatste week notering: 03-11-2001. Hoogste notering: #4 (4 weken). Aantal weken in de lijst:29.

### NPO Radio 2 Top 2000
| Nummer met noteringen in de NPO Radio 2 Top 2000 | '15  | '16  |
| ------------------------------------------------ | ---- | ---- |
| Supergirl                                        | 1632 | 1779 |

1. ↑  Een vetgedrukt getal geeft de hoogste notering aan.
2. ↑  2015 was het eerste jaar met een notering voor dit nummer.
3. ↑  Deze tabel is bijgewerkt tot en met de laatste editie (2024).

## Anna Naklab
In 2015 bracht de Duitse zangeres Anna Naklab samen met YOUNOTUS en Alle Farben het lied opnieuw als single uit. In Duitsland verkocht zij meer singles dan het origineel, namelijk circa 400.000. In de hitlijsten kwam het in Oostenrijk en Polen op de eerste plaats.

### Hitlijsten
| Land        | Hitlijst                 | Hoogste notering |
| ----------- | ------------------------ | ---------------- |
| België      | Ultratop 50 (Vlaanderen) | 33               |
| België      | Ultratop 50 (Wallonië)   | 26               |
| Duitsland   | Musikmarkt Top 100       | 2                |
| Frankrijk   | SNEP                     | 52               |
| Hongarije   | Radio MAHASZ             | 23               |
| Hongarije   | Single MAHASZ            | 3                |
| Oostenrijk  | Ö3 Austria Top 40        | 1                |
| Polen       | ZPAV                     | 1                |
| Spanje      | PROMUSICAE               | 7                |
| Zwitserland | Schweizer Hitparade      | 5                |